# Karabin maszynowy FN Minimi
FN Minimi (fr. mini-mitrailleuse – minikarabin maszynowy) – belgijski ręczny karabin maszynowy, kalibru 5,56 mm, zasilany taśmą nabojową. Pod oznaczeniem M249 używany także przez armię USA.

## Historia
W połowie lat 70 XX w. w belgijskich zakładach FN opracowano karabin szturmowy FNC. Jednocześnie postanowiono skonstruować ręczny karabinek maszynowy kalibru 5,56 mm, który wraz z FNC mógłby stanowić uzbrojenie drużyny piechoty. W odróżnieniu od innych producentów tego typu zestawów karabin szturmowy–rkm (np. AK i RPK), konstruktorzy FN (zespołem konstrukcyjnym kierował Ernst Vervier) nie zadowolili się wyposażeniem FNC w ciężką lufę i dwójnóg.
Postanowiono opracować broń zasilaną taśmowo, konstrukcyjnie zbliżoną do ukmu, ale ze względu na zasilanie amunicją pośrednią lżejszą i mniejszą. Początkowo problemem była amunicja. Nabój amerykański M193 niezbyt nadawał się do broni wsparcia (zbyt lekki pocisk i w związku z tym słabe własności przy strzelaniu na odległości większe niż 400 m). Postanowiono opracować nowy nabój. Amunicja oznaczona SS109 posiadała przy zachowaniu starej łuski nowy cięższy i dłuższy pocisk. Poprawione właściwości balistyczne pocisku zwiększyły zasięg broni, ale wymagał on innego skoku gwintu niż pociski M193.
W tym samym czasie prace nad podobną bronią toczyły się w także w USA. Podobnie jak w Belgii dostrzeżono wady amunicji M193 i prowadzono prace nad nową amunicją o kalibrze 6 mm. Skonstruowano także trzy modele rkmów zasilanych taką amunicją.
W 1976 odbyły się próby, w których uczestniczyły amerykańskie konstrukcje kalibru 6 mm, niemiecki HK21 A1 (został odrzucony z powodu błędów obsługi), M16 w wersji z ciężką lufą i dwójnogiem (bez szans na zwycięstwo z powodu zasilania magazynkowego) i belgijski Minimi. W trakcie prób okazało się, że najlepiej wypadł w nich Minimi. Problemem była tylko nietypowa amunicja SS109.
Broń wprowadzono do uzbrojenia armii amerykańskiej jako XM249 SAW (Squad Automatic Weapon – broń samoczynna piechoty, litera X przed nazwą oznaczała broń znajdującą się w próbach). Szczególnie entuzjastycznie nowy karabin maszynowy przyjęli Marines. Broń była znacznie lżejsza niż M60 a na dystansach do 800 metrów zapewniała podobną siłę ognia. Szybkostrzelność praktyczna była nawet większa, ponieważ wymiana lufy w Minimi jest znacznie łatwiejsza niż w M60. Wprowadzenie Minimi ujednoliciło także amunicje na poziomie drużyny piechoty (karabiny M16A2 i Minimi były zasilane tą samą amunicją). W sytuacji braku zataśmowanej amunicji Minimi można nawet zasilać ze standardowych natowskich magazynków.
W następnych latach prowadzono prace nad udoskonaleniem broni. W 1977 zmieniono konstrukcje rygla lufy co miało ułatwiać jej wymianę. Podstawę muszki przeniesiono nad komorę gazową, jednocześnie przesunięto do tyłu podstawę celownika. Zmieniono kształt kolby (jest ona łatwo odłączana i bez problemu można zmienić kolbę stałą na składaną). Wprowadzono dwójnóg o regulowanej wysokości. Ponieważ zauważono, że w miarę starzenia się sprężyny powrotnej coraz słabiej pochłania ona energię odrzutu, uzupełniono ją amortyzatorem hydropneumatycznym. Tak zmodernizowana broń, oznaczoną jako XM249E1, została wprowadzono 1 stycznia 1982 do uzbrojenia jako M249 SAW. Amunicja SS109 została przyjęta jako standardowa amunicja pośrednia NATO (STANAG 4172). W USA nową amunicję oznaczono M855 i skonstruowano do niej nową wersję karabinu M16 oznaczoną jako M16A2.
W następnych latach armii USA dostarczano coraz więcej karabinków M249 produkowanych w amerykańskiej filii zakładów FN. Jednocześnie karabinek był przyjmowany na uzbrojenie w innych krajach, najpierw w Belgii, potem Szwecji, Indonezji i in. Lista użytkowników Minimi stale się wydłuża i w rezultacie jest on bezdyskusyjnie najbardziej rozpowszechnionym karabinkiem maszynowym świata.

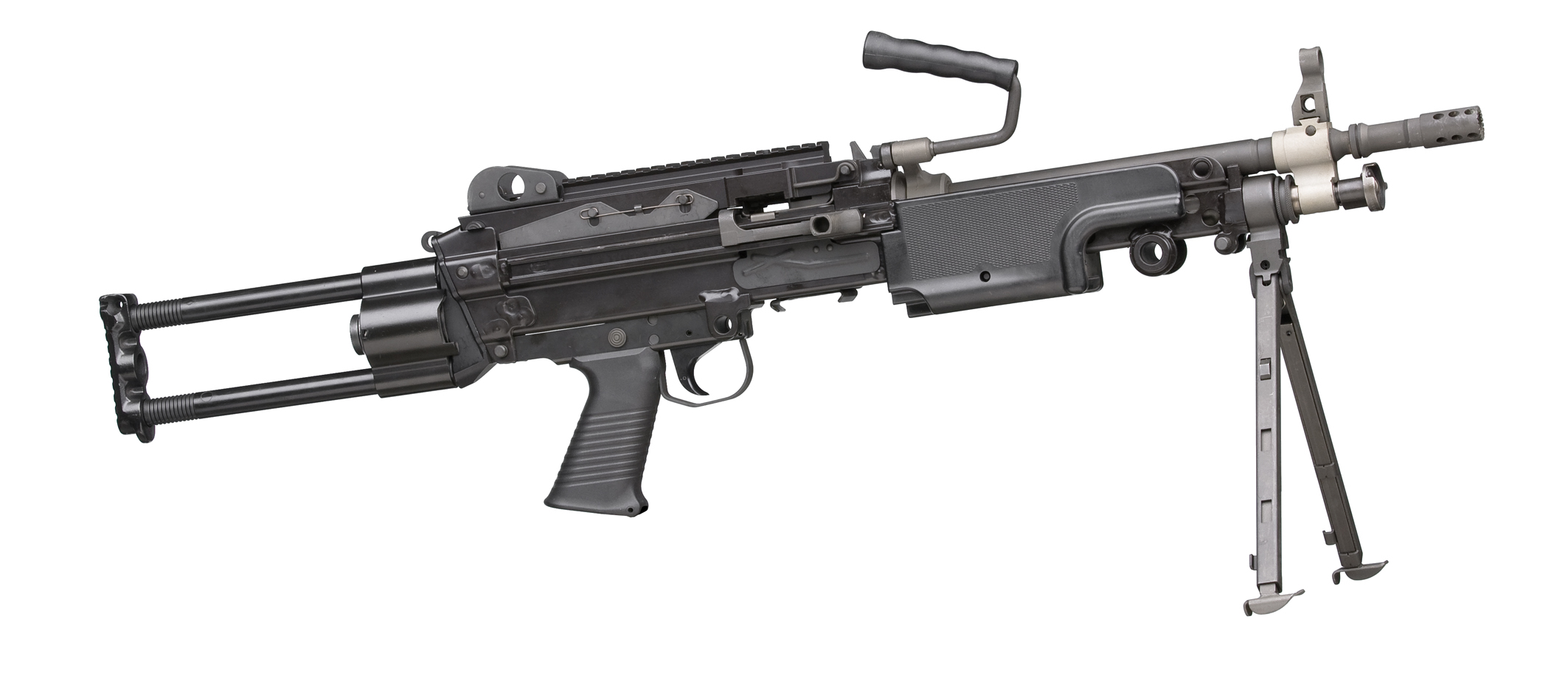
Minimi Para

Broń jest stale udoskonalana. W 1985 powstała wersja Minimi-Para (Para-Minimi) z krótszą lufą i kolbą składaną. Plastikową skrzynkę na taśmę zastąpiono pojemnikiem z cordury. Na wierzchu pokrywy komory zamkowej coraz częściej pojawia się podstawa celowników optycznych (FN oferuje taką pokrywę jako opcję, w USA w najnowszej wersji M249 jest to standard).
W 2000 dowództwo US SOCOM (sił specjalnych) ogłosiło konkurs na karabinek maszynowy określony jako LMG (Lightweight Machine Gun) lub SPW (Special Purpose Weapon). Wymagania mówiły o broni nie dłuższej niż 112 cm, masie do 5,9 kg. Broń miała być wyposażona w system mocowania wyposażenia taktycznego zgodny z systemem z M4 SOPMOD. Odpowiedzią firmy FN był model Minimi SPW. Nowa wersja ma lufę o długości nieco większej niż Minimi-Para. Lufa jest nadal szybkowymienna, ale nie posiada uchwytu transportowego, dwójnogu, ani zaczepów do montażu na trójnogu (dwójnóg może być mocowany opcjonalnie). Broń ma być standardowo wyposażona w chwyt przedni.

## Wersje
- Belgia
  - Minimi Standard – wersja standardowa
  - Minimi-Para (Para-Minimi) – wersja z kolbą składaną i krótką lufą
- USA
  - M249 SAW – wersja standardowa
  - M249 SAW (brak odrębnego oznaczenia) – wersja z kolbą składaną i lufą standardową
  - M249 SPW – wersja opracowana na zamówienie US SOCOM. Lufa o długości pośredniej bez uchwytu transportowego. Zasilanie wyłącznie taśmowe. Dwójnóg jest wyposażeniem opcjonalnym, standardem jest przedni chwyt. Długa szyna Picatinny na wierzchu pokrywy komory zamkowej. Szyny Picatinny u dołu i po bokach lufy. Kolba składana
  - Mk 46 Mod 0 Navy LMG – wersja opracowana dla Navy Seals. Zmiany podobne jak w wersji SPW (zasilanie tylko taśmowe), ale zachowano dwójnóg. Lekka lufa z tłumikiem płomieni identycznym jak w M4 SOPMOD (możliwość szybkiego montażu tłumika dźwięku KAC QD). Szyny Picatinny wokół lufy dłuższe niż w wersji SPW. Nad lufą znajduje się perforowana osłona z czwartą szyną Picatinny. Broń specjalnie zabezpieczona antykorozyjnie (zabezpieczenie przed kontaktem z wodą morską)
- Francja
  - Minimi-Para – wersja z kolbą składaną i krótką lufą
- Kanada
  - C9 – odpowiada Minimi Standard, ale kolba rurowa z dodatkowym uchwytem
  - C9A1 – jak C9 ale z celownikiem optycznym Elcan
  - C9A2 – lufa jak w Minimi-Para, kolba składana, szyny do montażu wyposażenia taktycznego
- Australia
  - F89 – podstawowa jest wersja odpowiadająca Minimi Standard, ale tłumik płomienia identyczny jak w karabinie L1A1 (wersja FN FAL)

## Opis konstrukcji
Ręczny karabinek maszynowy Minimi jest zespołową bronią samoczynną. Zasada działania oparta na odprowadzaniu gazów prochowych przez boczny otwór w lufie. Ryglowanie przez obrót zamka. Zespół suwadło-zamek porusza się po szynach umocowanych do wewnętrznych ścianek komory zamkowej co zapewnia bardzo wysoką niezawodność. Suwadło odryglowuje zamek dopiero po krótkim ruchu jałowym co ułatwia ekstrakcje i zmniejsza ryzyko pęknięcia łuski. Karabinek strzela z zamka otwartego tylko  seriami (mechanizm spustowy bez przerywacza).
Karabinek posiada podwójny mechanizm zasilania. Standardowe jest zasilanie z metalowej taśmy rozsypnej M27. Taśma luźna albo w dołączonej pod komorą zamkową skrzynce (odcinek 100 lub 200 nabojowy). Obecnie często zamiast skrzynki stosuje się pojemnik z tkaniny. Mechanizm przesuwu taśmy podobny jak w MG42. Awaryjnie (przy braku zataśmowanej amunicji) można używać magazynków zgodnych ze STANAG (np. od karabinów M16 czy FNC). Przy zasilaniu magazynkowym zwiększa się ryzyko zacięć.
Lufa szybkowymienna (według norm amerykańskich żołnierz powinien móc wymienić lufę i ponownie zacząć strzelać w czasie poniżej 10 s), posiada ręcznie przestawiany dwupołożeniowy regulator gazowy. Wnętrze lufy chromowane. Lufa zakończona tłumikiem płomienia.
Przyrządy celownicze mechaniczne składają się z muszki i regulowanego celownika przeziernikowego. Nowsze odmiany posiadają na pokrywie komory zamkowej szynę Picatinny do mocowania celownika optycznego lub elektrooptycznego. W wersjach dla sił specjalnych na bocznej szynie często zamocowany jest laserowy wskaźnik celu.

## Dane taktyczno-techniczne
| Wzór                                               | Minimi Standard | Minimi Para    | M249 SPW       | Mk 46 Mod 0 Navy LMG |
| Nabój                                              | 5,56 × 45 NATO  | 5,56 × 45 NATO | 5,56 × 45 NATO | 5,56 × 45 NATO       |
| Długość broni / długość broni z kolbą złożoną (mm) | 1040            | 914/766        | 908/762        | 908,5                |
| Długość lufy (mm)                                  | 465             | 349            | 406,4          | ?                    |
| Masa lufy (kg)                                     | 1,7             | 1,47           | 1,04           | 1,04                 |
| Dł. linii celowniczej (mm)                         | 490             | 490            | 490            | 490                  |
| Masa broni (kg)                                    | 7,1             | 7,1            | 5,75           | ?                    |
| Zasięg skuteczny (m)                               | 1000            | 800            | 800            | ??                   |
| Szybkostrzelność teoretyczna (strz./min.)          | 700–1150        | 700–1000       | 500            | ??                   |

## Użytkownicy
W Polsce ta broń (5,56 mm NATO, 7,62 mm NATO) użytkowana jest przez JW 4101, JW 4026, JW 2305, JW 3940 oraz przez dawne BOR.

## Odsyłacze zewnętrzne
- Opis broni
- Pokaz strzelecki

## Galeria

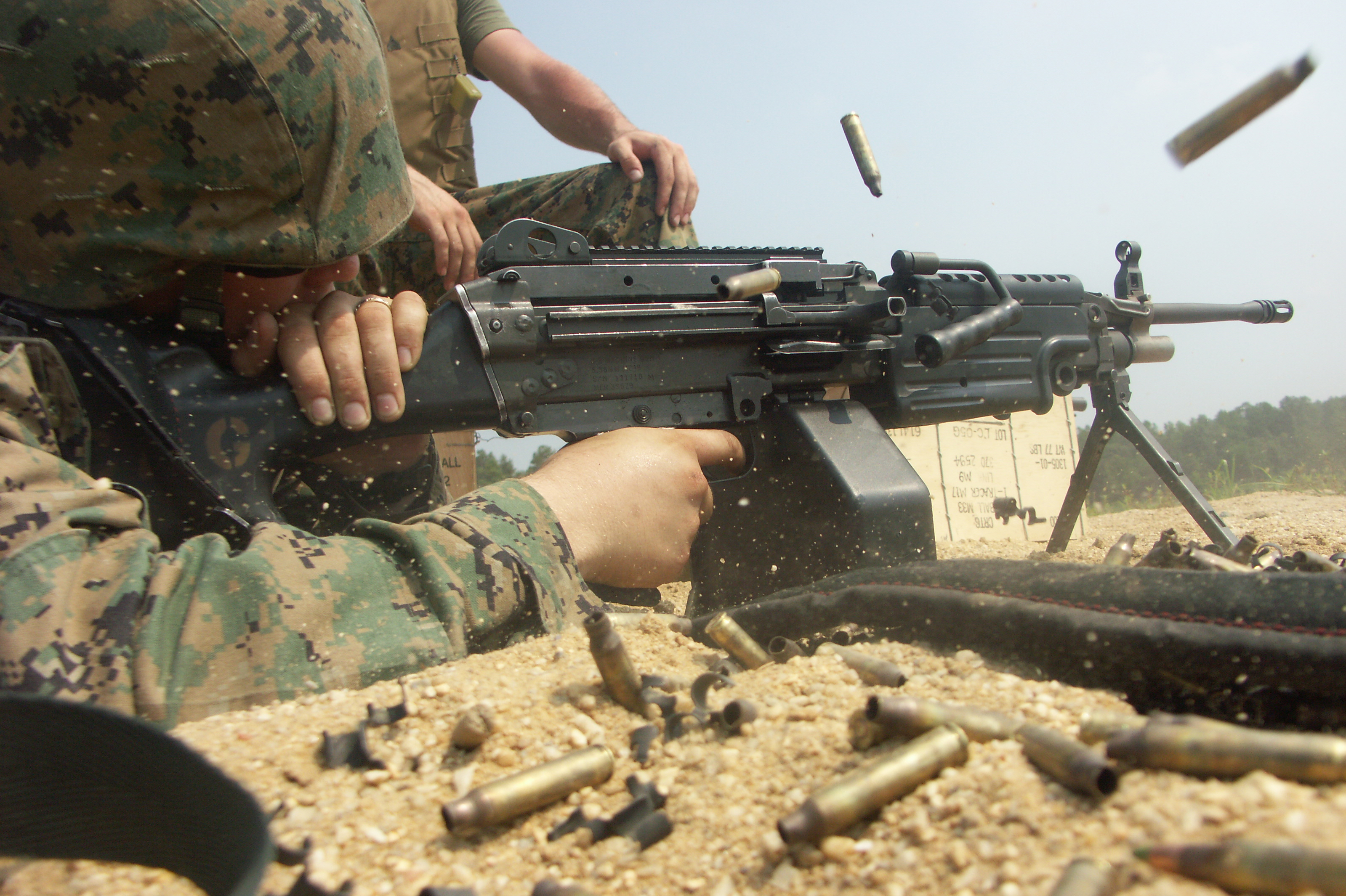
M249 SAW używany przez US Marines
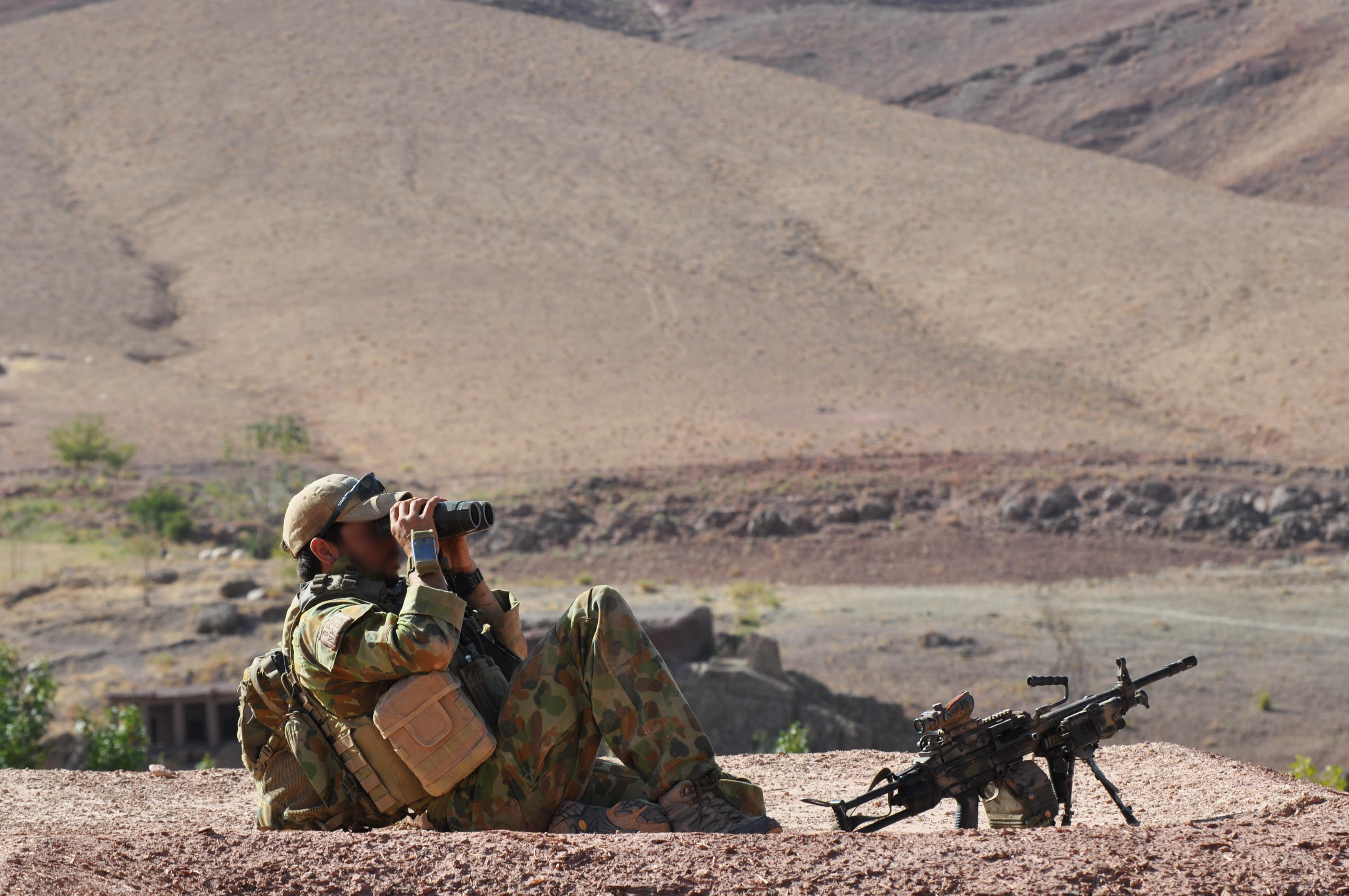
Australijski żołnierz z Minimi 7,62 TR Sliding Butt, Afganistan 2009
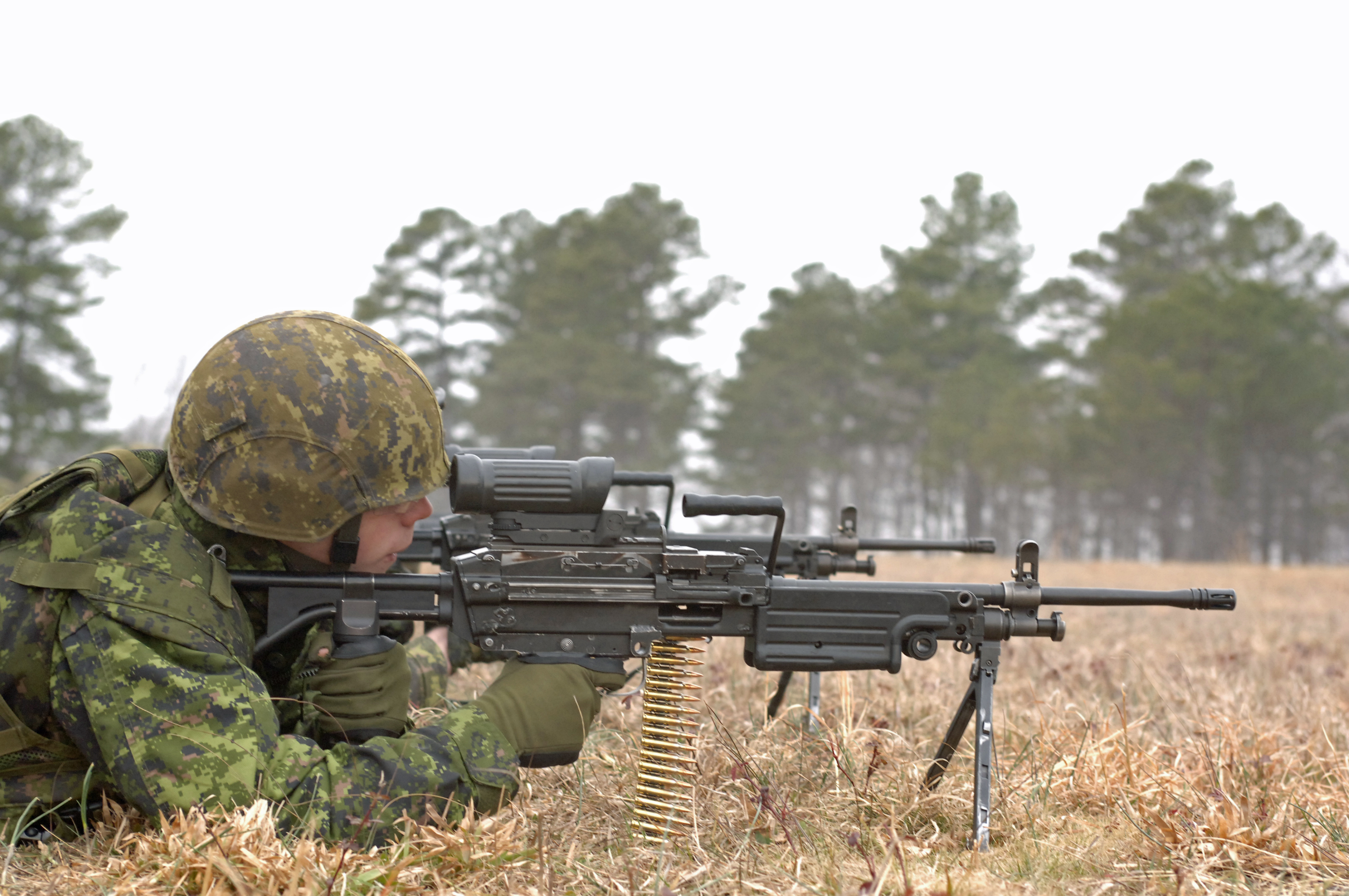
Kanadyjski żołnierz z C9A1 wyposażonym w celownik optyczny 3,4 × C79
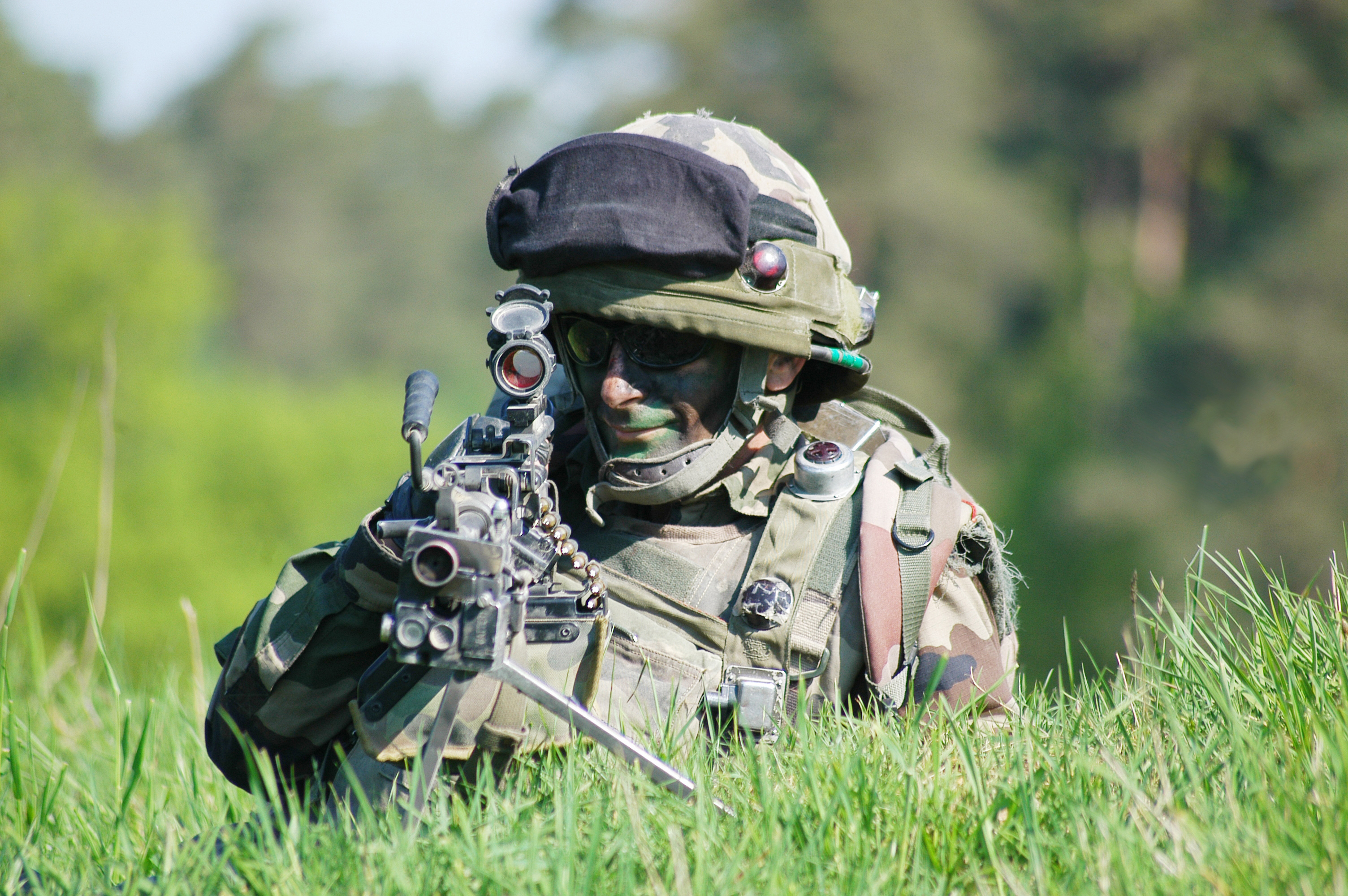
Żołnierz francuski z FN Minimi
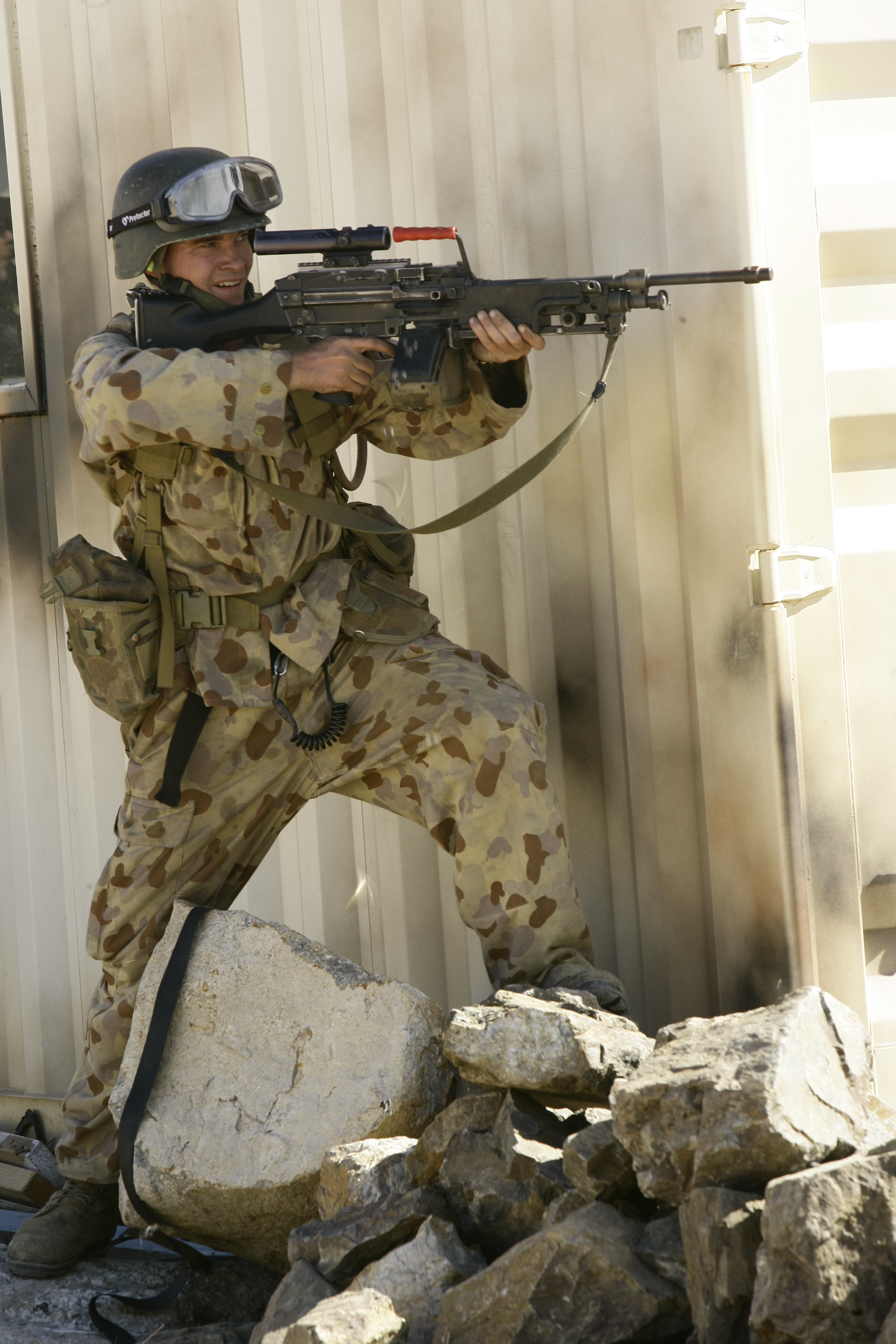
Australijski żołnierz z Minimi F89A1
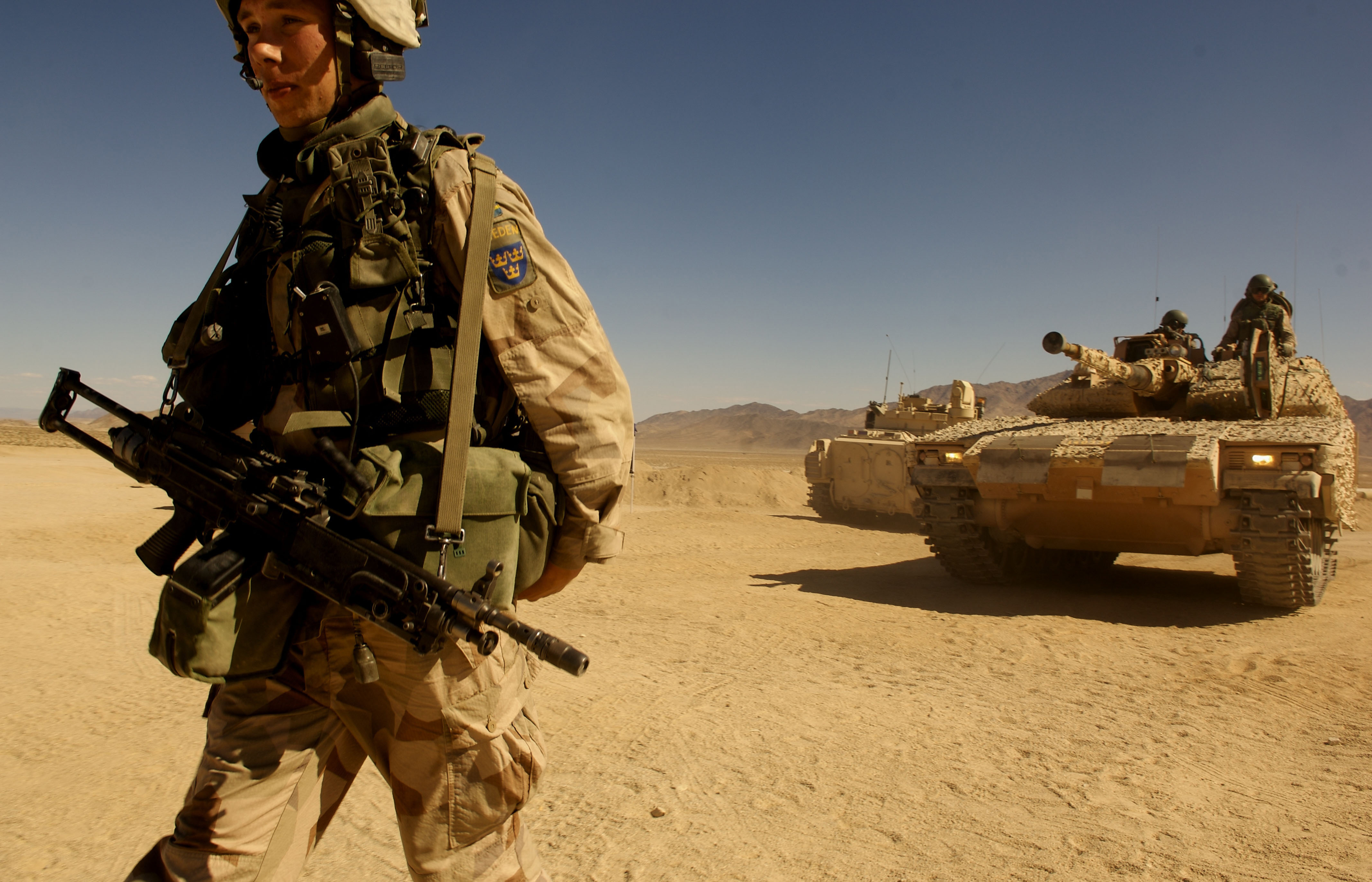
Szwedzki żołnierz z Minimi
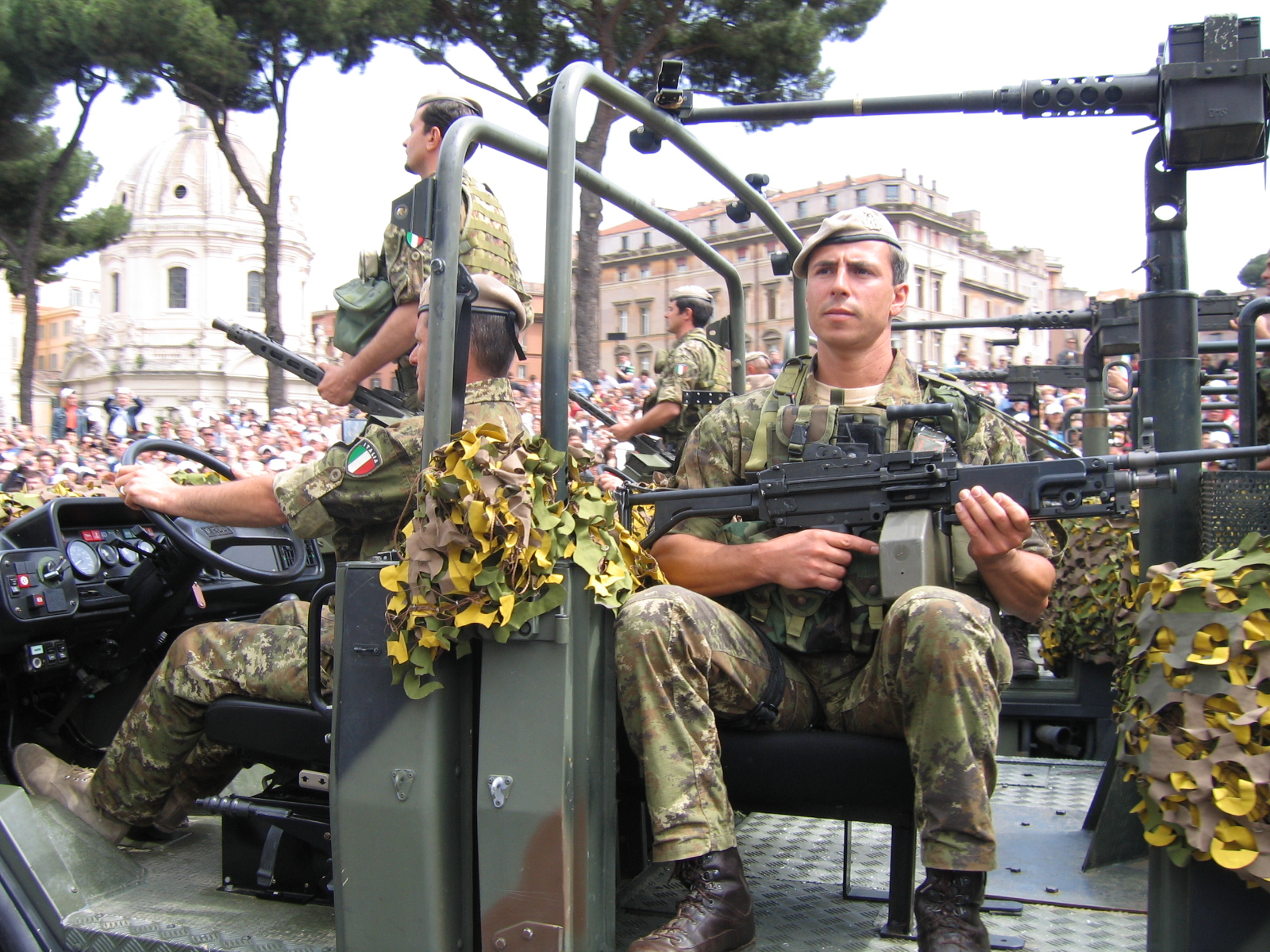
Włoski żołnierz z FN Minimi
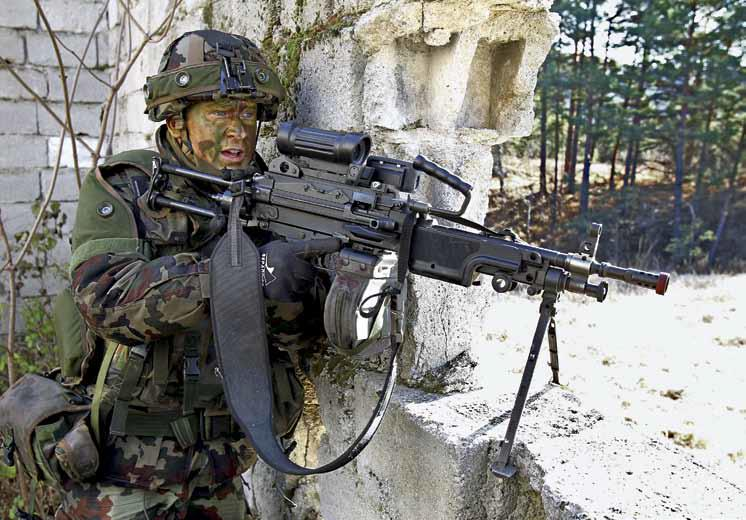
Żołnierz armii Słowenii z FN Minimi
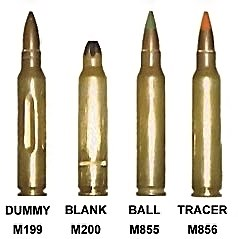
Naboje używane przez armię USA do FN Minimi
Zasilanie FN Minimi z magazynka i taśmy
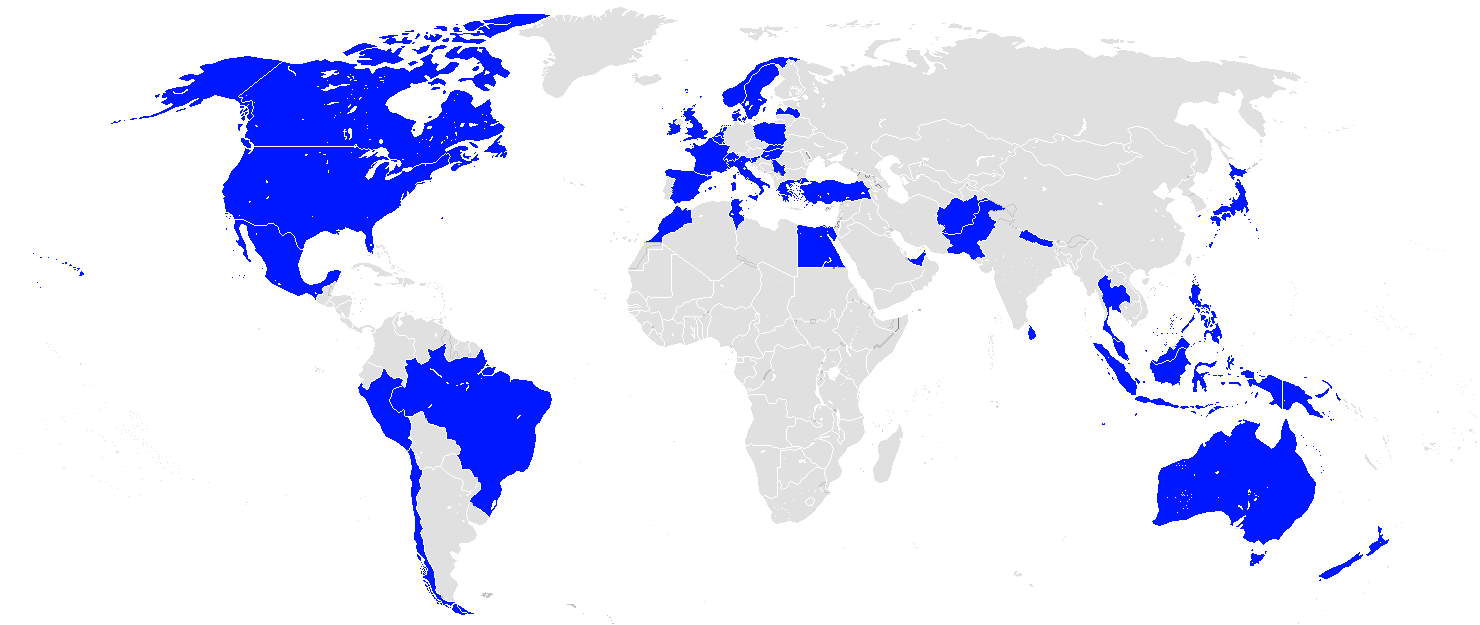
Użytkownicy FN Minimi na świecie